# Daubeuf-la-Campagne
 Daubeuf-la-Campagne  là một xã thuộc tỉnh Eure trong vùng Normandie miền bắc nước Pháp.